# Derivată direcțională
În analiza matematică, derivata direcțională permite evaluarea variației locale a unei funcții de mai multe variabile într-un punct dat și după o anumită direcție.
Reprezintă o generalizare a noțiunii de derivată parțială și un caz particular al diferențialei Gâteaux.

## Definiție

### Cazul 2D
Definiție.
Fie {\displaystyle f:D\subset \mathbb {R} ^{2}\to \mathbb {R} } o funcție reală, diferențiabilă de două variabile și vectorul unitar {\displaystyle \mathbf {u} =a\mathbf {i} +b\mathbf {j} .}
Dacă următoarea limită există și este finită:
{\displaystyle \lim _{t\to 0}{\frac {f(x+ta,y+tb)}{t}}}
atunci aceasta se numește derivata după direcția vectorului unității {\displaystyle \mathbf {u} } în punctul {\displaystyle (x,y)\in D} și se notează cu {\displaystyle D_{\mathbf {u} }f:}
{\displaystyle D_{\mathbf {u} }\;f(x,y)=\lim _{t\to 0}{\frac {f(x+ta,y+tb)}{t}}.}
Alte notații echivalente utilizate sunt {\displaystyle \nabla f} sau {\displaystyle {\frac {df}{d\mathbf {u} }}.}
Observație:
Derivatele parțiale sunt cazuri particulare de derivare după o direcție dată.
Astfel dacă de exemplu {\displaystyle \mathbf {u} =\mathbf {i} } obținem derivata parțială după direcția axei {\displaystyle x:}
{\displaystyle D_{\mathbf {i} }f(x,y)=\lim _{t\to 0}{\frac {f(x+t,y)-f(x,y)}{t}}={\frac {\partial f}{\partial x}}(x,y).}
Observație:
Presupunând că există o dezvoltare în serie Taylor pentru {\displaystyle f(x+ta,y+tb)} în jurul lui {\displaystyle (x,y)\in D} și efectuând limita, se deduce că derivata după o direcție se calculează astfel:
{\displaystyle D_{\mathbf {u} }f(x,y)=\lim _{t\to 0}{\frac {f(x+ta,y+tb)-f(x,y)}{t}}=a{\frac {\partial f}{\partial x}}(x,y)+b{\frac {\partial f}{\partial y}}(x,y)}
sau, utilizând notația: {\displaystyle f_{,x}(x,y)={\frac {\partial f}{\partial y}}(x,y).}
{\displaystyle D_{u}f(x,y)=af_{,x}(x,y)+bf_{,y}(x,y).}
Dar gradientul unui câmp scalar într-un spațiu bidimensional este:
{\displaystyle grad\;f=\nabla f={\frac {\partial f}{\partial x}}\mathbf {i} +{\frac {\partial f}{\partial y}}\mathbf {j} .}
Relația dintre derivata după direcția {\displaystyle \mathbf {u} } și vectorul gradient este:
{\displaystyle D_{\mathbf {u} }f(x,y)=\nabla f(x,y)\cdot \mathbf {u} .}

### Exemplu
Se consideră câmpul vectorial: {\displaystyle f(x,y)=4-x^{2}-{\frac {1}{4}}y^{2}} și se cere determinarea lui {\displaystyle D_{\mathbf {u} }f} în direcția {\displaystyle \mathbf {u} =\cos \left({\frac {\pi }{3}}\right)\mathbf {i} +\sin \left({\frac {\pi }{3}}\right)\mathbf {j} } în punctul {\displaystyle (1,2).}
Rezolvare.
Derivatele parțiale sunt:
{\displaystyle f_{,x}=-2x,\;f_{,y}=-{\frac {1}{2}}y.}
Derivata după o direcție este:
{\displaystyle D_{\mathbf {u} }f(x,y)=f_{x}(x,y)\cos \theta +f_{y}(x,y)\sin \theta =(-2x)\cos {\frac {\pi }{3}}+\left(-{\frac {1}{2}}y\right)\sin {\frac {\pi }{3}},}
iar în punctul {\displaystyle (1,2):}
{\displaystyle D_{\mathbf {u} }f(1,2)=(-2)\cos \left({\frac {\pi }{3}}\right)+(-1)\sin \left({\frac {\pi }{3}}\right)=(-2)\left({\frac {1}{2}}\right)+(-1)\left({\frac {\sqrt {3}}{2}}\right)=-1-{\frac {\sqrt {3}}{2}}.}